# 대한민국의 사적 (1970년대)
사적(史蹟)은 기념물 가운데 선사시대의 유적 및 고분, 정치 및 전쟁에 관한 유적, 제사ㆍ신앙에 관한 유적, 산업ㆍ교통ㆍ토목에 관한 유적, 교육ㆍ사회사업 관계 유적, 분묘와 비석 등의 유적으로 중요한 것을 말한다.

## 지정 목록 (1970년대)
| 번호  | 사진                 | 명칭 | 소재지                                       | 관리자 (단체)               | 지정일                                                                             | 참조 |
| 190호 |                      | 경주 전 민애왕릉 (慶州 傳 閔哀王陵) (Tomb of King Minae, Gyeongju (Presumed))                                                                     | 경북 경주시 내남면 망성리 산40               | 경주시                      | 1970년 2월 6일 지정                                                                |      |
| 191호 |                      | 고려 공양왕릉 (高麗 恭讓王陵) (Tomb of King Gongyang, Goyang)                                                                                     | 경기 고양시 덕양구 원당동 산65-1, 산65-6     | 고양시                      | 1970년 2월 28일 지정                                                               |      |
| 192호 |                      | 부산 동래 패총 (釜山 東萊 貝塚) (Shell Mound in Dongnae, Busan)                                                                                   | 부산 동래구 낙민동 100-1번지                 | 동래구                      | 1970년 4월 25일 지정                                                               |      |
| 193호 |                      | 구리 동구릉 (九里 東九陵) (East Nine Royal Tombs, Guri)                                                                                           | 경기 구리시 동구릉로 197 (인창동)            | 동구릉관리소                | 1970년 5월 26일 지정                                                               |      |
| 194호 |                      | 서울 헌릉과 인릉 (서울 獻陵과 仁陵) (Heolleung and Illeung Royal Tombs, Seoul)                                                                    | 서울 서초구 헌인릉길 34(내곡동)              | 헌릉관리소                  | 1970년 5월 26일 지정, 2011년 7월 28일 명칭변경                                     |      |
| 195호 |                      | 여주 영릉(英陵)과 영릉(寧陵) (驪州 英陵과 寧陵) (Yeongneung and Nyeongneung Royal Tombs, Yeoju)                                                   | 경기 여주시 능서면 영릉로 269-50             | 세종대왕유적관리소          | 1970년 5월 26일 지정                                                               |      |
| 196호 |                      | 영월 장릉 (寧越 莊陵) (Jangneung Royal Tomb, Yeongwol)                                                                                            | 강원 영월군 영월읍 단종로 190 (영흥리)       | 영월군                      | 1970년 5월 26일 지정                                                               |      |
| 197호 |                      | 남양주 광릉 (南楊州 光陵) (Gwangneung Royal Tomb, Namyangju)                                                                                      | 경기 남양주시 진접읍 부평리 산99-2           | 광릉관리소                  | 1970년 5월 26일 지정                                                               |      |
| 198호 |                      | 고양 서오릉 (高陽 西五陵) (West Five Royal Tombs, Goyang)                                                                                         | 경기 고양시 덕양구 서오릉로 334-92 (용두동)  | 서오릉관리소                | 1970년 5월 26일 지정                                                               |      |
| 199호 |                      | 서울 선릉과 정릉 (서울 宣陵과 靖陵) (Seolleung and Jeongneung Royal Tombs, Seoul)                                                                 | 서울 강남구 선릉로100길 1 (삼성동)           | 선릉관리소                  | 1970년 5월 26일 지정, 2011년 7월 28일 명칭변경                                     |      |
| 200호 |                      | 고양 서삼릉 (高陽 西三陵) (West Three Royal Tombs, Goyang)                                                                                        | 경기 고양시 덕양구 서삼릉길 233-126 (원당동) | 서오릉관리소                | 1970년 5월 26일 지정                                                               |      |
| 201호 |                      | 서울 태릉과 강릉 (서울 泰陵과 康陵) (Taereung and Gangneung Royal Tombs, Seoul)                                                                   | 서울 노원구 화랑로 681 (공릉동)              | 태릉관리소                  | 1970년 5월 26일 지정, 2011년 7월 28일 명칭변경                                     |      |
| 202호 |                      | 김포 장릉 (金浦 章陵) (Jangneung Royal Tomb, Gimpo)                                                                                               | 경기 김포시 장릉로 79 (풍무동)               | 장릉관리소                  | 1970년 5월 26일 지정                                                               |      |
| 203호 |                      | 파주 장릉 (坡州 長陵) (Jangneung Royal Tomb, Paju)                                                                                                | 경기 파주시 탄현면 장릉로 90                 | 파주장릉관리소              | 1970년 5월 26일 지정                                                               |      |
| 204호 |                      | 서울 의릉 (서울 懿陵) (Uireung Royal Tomb, Seoul)                                                                                                 | 서울 성북구 화랑로32길 146-37 (석관동)       | 의릉관리소                  | 1970년 5월 26일 지정, 2011년 7월 28일 명칭변경                                     |      |
| 205호 |                      | 파주 삼릉 (坡州 三陵) (Three Royal Tombs, Paju)                                                                                                   | 경기 파주시 조리읍 삼릉로 89 (봉일천리)      | 파주삼릉관리소              | 1970년 5월 26일 지정                                                               |      |
| 206호 |                      | 화성 융릉과 건릉 (華城 隆陵과 健陵) (Yungneung and Geolleung Royal Tombs, Hwaseong)                                                               | 경기 화성시 효행로481번길 21 (안녕동)        | 융릉관리소                  | 1970년 5월 26일 지정                                                               |      |
| 207호 |                      | 남양주 홍릉과 유릉 (南楊州 洪陵과 裕陵) (Hongneung and Yureung Royal Tombs, Namyangju)                                                            | 경기 남양주시 홍유릉로 352-1 (금곡동)        | 홍유릉관리소                | 1970년 5월 26일 지정                                                               |      |
| 208호 |                      | 서울 정릉 (서울 貞陵) (Jeongneung Royal Tomb, Seoul)                                                                                              | 서울 성북구 정릉로12길 103 (정릉동)          | 정릉관리소                  | 1970년 5월 26일 지정, 2011년 7월 28일 명칭변경                                     |      |
| 209호 |                      | 남양주 사릉 (南楊州 思陵) (Sareung Royal Tomb, Namyangju)                                                                                         | 경기 남양주시 진건읍 사릉로 180 (사능리)     | 사릉관리소                  | 1970년 5월 26일 지정                                                               |      |
| 210호 |                      | 양주 온릉 (楊州 溫陵) (Olleung Royal Tomb, Yangju)                                                                                                | 경기 양주시 장흥면 호국로 255-41 (일영리)    | 서오릉관리소                | 1970년 5월 26일 지정                                                               |      |
| 211호 |                      | 인천 경서동 녹청자 요지 (仁川 景西洞 綠靑瓷 窯址) (Green Celadon Kiln Site in Gyeongseo-dong, Incheon)                                            | 인천 서구 검암동 산438-21                    | 기타                        | 1970년 6월 8일 지정                                                                |      |
| 212호 |                      | 청주 상당산성 (淸州 上黨山城) (Sangdangsanseong Fortress, Cheongju)                                                                               | 충북 청주시 상당구 성내로124번길 14 (산성동) | 청주시                      | 1970년 10월 1일 지정                                                               |      |
| 213호 |                      | 서울 우정총국 (서울 郵征總局) (Central Post Office, Seoul)                                                                                        | 서울 종로구 우정국로 59 (견지동)             | .                           | 1970년 10월 29일 지정                                                              |      |
| 214호 |                      | 산청 전 구형왕릉 (山淸 傳 仇衡王陵) (Tomb of King Guhyeong, Sancheong (Presumed))                                                                 | 경남 산청군 금서면 화계리 산16               | 산청군                      | 1971년 2월 9일 지정                                                                |      |
| 215호 |                      | 금정산성 (金井山城) (Geumjeongsanseong Fortress)                                                                                                  | 부산 금정구 금성동 43번지                    | 금정구청                    | 1971년 2월 9일 지정                                                                |      |
| 216호 |                      | 칠곡 가산산성 (漆谷 架山山城) (Gasansanseong Fortress, Chilgok)                                                                                   | 경북 칠곡군 가산면 가산리 산98-1             | 칠곡군                      | 1971년 3월 26일 지정                                                               |      |
| 217호 |                      | 화성 당성 (華城 唐城) (Dangseong Fortress, Hwaseong)                                                                                              | 경기 화성시 서신면 상안리 산32               | 화성시                      | 1971년 4월 15일 지정                                                               |      |
| 218호 |                      | 경산 병영유적 (慶山 兵營遺蹟) (Historic Site of Barracks, Gyeongsan)                                                                              | 경북 경산시 압량읍 압량리 179                | 경산시                      | 1971년 4월 28일 지정                                                               |      |
| 219호 |                      | 경주 배동 삼릉 (慶州 拜洞 三陵) (Three Royal Tombs in Bae-dong, Gyeongju)                                                                         | 경북 경주시 배동 73-1                        | 경주시                      | 1971년 4월 28일 지정                                                               |      |
| 220호 |                      | 경주 희강왕릉 (慶州 僖康王陵) (Tomb of King Huigang, Gyeongju)                                                                                    | 경북 경주시 내남면 망성리 34                 | 경주시                      | 1971년 4월 28일 지정                                                               |      |
| 221호 |                      | 경주 지마왕릉 (慶州 祗摩王陵) (Tomb of King Jima, Gyeongju)                                                                                       | 경북 경주시 배동 30                          | 경주시                      | 1971년 4월 28일 지정                                                               |      |
| 222호 |                      | 경주 경애왕릉 (慶州 景哀王陵) (Tomb of King Gyeongae, Gyeongju)                                                                                   | 경북 경주시 배동 산73-1                      | 경주시                      | 1971년 4월 28일 지정                                                               |      |
| 223호 |                      | 연천 숭의전지 (漣川 崇義殿址) (Sunguijeon Shrine Site, Yeoncheon)                                                                                 | 경기 연천군 미산면 숭의전로 382-27 (아미리)  | 연천군                      | 1971년 12월 28일 지정                                                              |      |
| 224호 |                      | 강화 홍릉 (江華 洪陵) (Hongneung Royal Tomb, Ganghwa)                                                                                             | 인천 강화군 강화읍 국화리 산180              | 강화군                      | 1971년 12월 28일 지정                                                              |      |
| 225호 |                      | 강화 초지진 (江華 草芝鎭) (Chojijin Fort, Ganghwa)                                                                                                | 인천 강화군 길상면 초지리 624                | 강화군                      | 1971년 12월 28일 지정                                                              |      |
| 226호 |                      | 강화 덕진진 (江華 德津鎭) (Deokjinjin Fort, Ganghwa)                                                                                              | 인천 강화군 불은면 덕성리 846                | 강화군                      | 1971년 12월 28일 지정                                                              |      |
| 227호 |                      | 강화 광성보 (江華 廣城堡) (Gwangseongbo Fort, Ganghwa)                                                                                            | 인천 강화군 불은면 덕성리 833                | 강화군                      | 1971년 12월 28일 지정                                                              |      |
| 228호 |                      | 북한산 진흥왕 순수비지 (北漢山 眞興王 巡狩碑址) (Site of the Monument on Bukhansan Mountain Commemorating the Border Inspection by King Jinheung) | 서울 종로구 구기동 산3                       | 종로구                      | 1972년 7월 24일 지정, 2011년 7월 28일 명칭변경                                     |      |
| 229호 |                      | 예산 윤봉길 의사 유적 (禮山 尹奉吉 義士 遺蹟) (Historic Site Related to Yun Bong-gil, Yesan)                                                      | 충남 예산군 덕산면 시량리 산40-1             | 예산군                      | 1972년 10월 14일 지정                                                              |      |
| 230호 |                      | 천안 유관순 열사 유적 (天安 柳寬順 烈士 遺蹟) (Historic Site Related to Yu Gwan-sun, Cheonan)                                                     | 충남 천안시 동남구 병천면 탑원리 338-1       | 천안시                      | 1972년 10월 14일 지정                                                              |      |
| 231호 |                      | 홍성 홍주읍성 (洪城 洪州邑城) (Hongjueupseong Walled Town, Hongseong)                                                                             | 충남 홍성군 홍성읍 오관리 200-2              | 홍성군                      | 1972년 10월 14일 지정                                                              |      |
| 232호 |                      | 남해 관음포 이충무공 유적 (南海 觀音浦 李忠武公 遺蹟) (Historic Site Related to Yi Sun-sin at Gwaneumpo Port, Namhae)                             | 경남 남해군 고현면 차면리 산125              | 남해군                      | 1973년 6월 11일 지정                                                               |      |
| 233호 |                      | 남해 충렬사 (南海 忠烈祠) (Chungnyeolsa Shrine, Namhae)                                                                                           | 경남 남해군 설천면 노량리 350                | 남해군                      | 1973년 6월 11일 지정                                                               |      |
| 234호 |                      | 아차산성 (阿且山城) (Achasanseong Fortress) | 서울 광진구 광장동 산16-46,구의동 산1-2      | 광진구                      | 1973년 5월 25일 지정                                                               |      |
| 235호 |                      | 보은 삼년산성 (報恩 三年山城) (Samnyeon Sanseong Fortress, Boeun)                                                                                 | 충북 보은군 보은읍 성주1길 104 (어암리)      | 보은군                      | 1973년 5월 25일 지정                                                               |      |
| 236호 | 파일:통영 충렬사.JPG | 통영 충렬사 (統營 忠烈祠) (Chungnyeolsa Shrine, Tongyeong)                                                                                        | 경남 통영시 여황로 251 (명정동)              | (재)통영충렬사              | 1973년 6월 11일 지정                                                               |      |
| 237호 |                      | 서울 경모궁지 (서울 景慕宮址) (Gyeongmogung Shrine Site, Seoul)                                                                                   | 서울 종로구 연건동 28-2                      | 종로구                      | 1973년 8월 14일 지정, 2011년 7월 28일 명칭변경                                     |      |
| 238호 |                      | 영주 순흥 어숙묘 (榮州 順興 於宿墓) (Tomb of Eo Suk in Sunheung, Yeongju)                                                                         | 경북 영주시 순흥면 태장리 산95               | 영주시                      | 1974년 12월 6일 지정                                                               |      |
| 239호 |                      | 거창 둔마리 벽화 고분 (居昌 屯馬里 壁畵 古墳) (Mural Tomb in Dunma-ri, Geochang)                                                                  | 경남 거창군 남하면 둔마리 산298-1            | 거창군                      | 1975년 1월 8일 지정                                                                |      |
| 240호 |                      | 창원 성산 패총 (昌原 城山 貝塚) (Shell Mound in Seongsan, Changwon)                                                                               | 경남 창원시 성산구 외동 86-1                 | 창원시                      | 1974년 11월 2일 지정                                                               |      |
| 241호 |                      | 경주 화산리 회유토기 요지 (慶州 花山里 灰釉土器 窯址) (Ash-glazed Pottery Kiln Site in Hwasan-ri, Gyeongju)                                       | 경북 경주시 천북면 화산리 942-1              | 경주시                      | 1974년 12월 14일 지정                                                              |      |
| 242호 |                      | 장성 필암서원 (長城 筆巖書院) (Piramseowon Confucian Academy, Jangseong)                                                                          | 전남 장성군 황룡면 필암리 378-379            | 장성군                      | 1975년 4월 23일 지정                                                               |      |
| 243호 |                      | 서울 석촌동 고분군 (서울 石村洞 古墳群) (Ancient Tombs in Seokchon-dong, Seoul)                                                                   | 서울 송파구 석촌동 61-6                      | 송파구                      | 1975년 5월 27일 지정, 2011년 7월 28일 명칭변경                                     |      |
| 244호 |                      | 연천 경순왕릉 (漣川 敬順王陵) (Tomb of King Gyeongsun, Yeoncheon)                                                                                 | 경기 연천군 백학면 고랑포리 산18-2           | 연천군                      | 1975년 6월 25일 지정                                                               |      |
| 245호 |                      | 경주 나정 (慶州 蘿井) (Najeong Well, Gyeongju) | 경북 경주시 탑동 700-1                       | 경주시                      | 1975년 11월 20일 지정                                                              |      |
| 246호 |                      | 경주 재매정 (慶州 財買井) (Jaemaejeong Well, Gyeongju)                                                                                            | 경북 경주시 교동 89-7                        | 경주시                      | 1976년 1월 7일 지정                                                                |      |
| 247호 |                      | 서울 남현동 요지 (서울 南峴洞 窯址) (Kiln Site in Namhyeon-dong, Seoul)                                                                           | 서울 관악구 남현3길 60 (남현동)              | 관악구                      | 1976년 4월 10일 지정, 2011년 7월 28일 명칭변경                                     |      |
| 248호 |                      | 서울 대한의원 (서울 大韓醫院) (Daehan Hospital, Seoul)                                                                                            | 서울 종로구 연건동 28                        | .                           | 1976년 11월 16일 지정                                                              |      |
| 249호 |                      | 부여 송국리 유적 (扶餘 松菊里 遺蹟) (Archaeological Site in Songguk-ri, Buyeo)                                                                    | 충남 부여군 초촌면 송국리 산24-1외           | 부여군                      | 1976년 12월 31일 지정                                                              |      |
| 250호 |                      | 고창 분청사기 요지 (高敞 粉靑砂器 窯址) (Buncheong Kiln Site, Gochang)                                                                            | 전북 고창군 부안면 수동리 산11               | 고창군                      | 1977년 1월 22일 지정                                                               |      |
| 251호 |                      | 여주 파사성 (驪州 婆娑城) (Pasaseong Fortress, Yeoju)                                                                                             | 경기 여주시 대신면 천서리 산8-10             | 여주시                      | 1977년 7월 21일 지정                                                               |      |
| 252호 |                      | 서울 약현성당 (서울 藥峴聖堂) (Yakhyeon Catholic Church, Seoul)                                                                                   | 서울 중구 중림동 149-2                       | .                           | 1977년 11월 22일 지정                                                              |      |
| 253호 |                      | 서울 구 러시아공사관 (서울 舊 러시아公使館) (Former Russian Legation, Seoul)                                                                      | 서울 중구 정동길 21-18 (정동)                | 중구                        | 1977년 11월 22일 지정                                                              |      |
| 254호 |                      | 서울 구 벨기에영사관 (서울 舊 벨기에領事館) (Former Belgian Consulate, Seoul)                                                                     | 서울 관악구 남현동 1095-13                   | 서울특별시장                | 1977년 11월 22일 지정                                                              |      |
| 255호 |                      | 용산신학교와원효로성당 (龍山神學校와元曉路聖堂)                                                                                                   | 서울 용산구 원효로19길 49 (원효로4가)        | .                           | 1977년 11월 22일 지정, 2012년 6월 20일 해제, 사적 520호와 사적 521호로 분리 재지정 |      |
| 256호 |                      | 서울 정동교회 (서울 貞洞敎會) (Chungdong First Methodist Church, Seoul)                                                                           | 서울 중구 정동 32-2                          | .                           | 1977년 11월 22일 지정                                                              |      |
| 257호 |                      | 서울 운현궁 (서울 雲峴宮) (Unhyeongung Palace, Seoul)                                                                                             | 서울 종로구 삼일대로 460 (운니동)            | 서울특별시,학교법인덕성학원 | 1977년 11월 22일 지정, 2011년 7월 28일 명칭변경                                    |      |
| 258호 |                      | 서울 명동성당 (서울 明洞聖堂) (Myeongdong Cathedral, Seoul)                                                                                       | 서울 중구 명동2가 1-8                        | .                           | 1977년 11월 22일 지정                                                              |      |
| 259호 |                      | 강화 선원사지 (江華 仙源寺址) (Seonwonsa Temple Site, Ganghwa)                                                                                    | 인천 강화군 선원면 지산리 산133              | 강화군                      | 1977년 11월 29일 지정                                                              |      |
| 260호 |                      | 안동 병산서원 (安東 屛山書院) (Byeongsanseowon Confucian Academy, Andong)                                                                         | 경북 안동시 풍천면 병산리 30                 | 안동시                      | 1978년 3월 31일 지정                                                               |      |
| 261호 |                      | 김해 예안리 고분군 (金海 禮安里 古墳郡) (Ancient Tombs in Yean-ri, Gimhae)                                                                        | 경남 김해시 대동면 예안리 369-6              | 김해시                      | 1978년 6월 23일 지정                                                               |      |
| 262호 |                      | 대구 불로동 고분군 (大邱 不老洞 古墳群) (Ancient Tombs in Bullo-dong, Daegu)                                                                      | 대구 동구 불로동 335                         | 동구                        | 1978년 6월 23일 지정                                                               |      |
| 263호 |                      | 경주 동방동 와요지 (慶州 東方洞 瓦窯址) (Roof Tile Kiln Site in Dongbang-dong, Gyeongju)                                                          | 경북 경주시 동방동 343-4                     | 경주시                      | 1978년 6월 23일 지정                                                               |      |
| 264호 |                      | 단양 온달산성 (丹陽 溫達山城) (Ondalsanseong Fortress, Danyang)                                                                                   | 충북 단양군 영춘면 하리 산67                 | 단양군                      | 1979년 7월 26일 지정                                                               |      |
| 265호 |                      | 단양 적성 (丹陽 赤城) (Jeokseong Fortress, Danyang)                                                                                               | 충북 단양군 단성면 하방리 산3-1              | 단양군                      | 1979년 7월 26일 지정                                                               |      |
| 266호 |                      | 부산 동삼동 패총 (釜山 東三洞 貝塚) (Shell Mound in Dongsam-dong, Busan)                                                                          | 부산 영도구 동삼2동 750-1번지                | 영도구                      | 1979년 7월 26일 지정                                                               |      |
| 267호 |                      | 서울 암사동 유적 (서울 岩寺洞 遺蹟) (Archaeological Site in Amsa-dong, Seoul)                                                                     | 서울 강동구 암사동 155                       | 강동구                      | 1979년 7월 26일 지정, 2011년 7월 28일 명칭변경                                     |      |
| 268호 |                      | 연천 전곡리 유적 (漣川 全谷里 遺蹟) (Archaeological Site in Jeongok-ri, Yeoncheon)                                                                | 경기 연천군 전곡읍 전곡리 178-1              | 연천군                      | 1979년 10월 2일 지정                                                               |      |
| 269호 |                      | 하남 미사리 유적 (河南 渼沙里 遺蹟) (Archaeological Site in Misa-ri, Hanam)                                                                       | 경기 하남시 미사동 557외                     | 하남시                      | 1979년 10월 25일 지정                                                              |      |
| 270호 |                      | 서울 방이동 고분군 (서울 芳荑洞 古墳群) (Ancient Tombs in Bangi-dong, Seoul)                                                                      | 서울 송파구 방이동 125                       | 송파구                      | 1979년 12월 28일 지정, 2011년 7월 28일 명칭변경                                    |      |